# Petar Angelov
Pour les articles homonymes, voir Angelov.
Petar Angelov, né le 8 mars 1977 à Kavadarci, est un joueur puis entraîneur macédonien de handball. Il évoluait au poste de gardien de but en équipe de Macédoine et en clubs, notamment au Tremblay-en-France  et au Vardar Skopje.

## Palmarès

### En club
Compétitions internationales
- Vainqueur de la Ligue des champions (1) : 2017
- Finaliste Coupe Challenge (C4) en 2002 (en)
- Vainqueur de la Ligue SEHA (2) : 2014, 2017

Compétitions nationales
- Vainqueur du Championnat de Macédoine (8) : 2000, 2005 (avec Pelister), 2010, 2011, 2012 (avec Metalurg Skopje), 2015, 2016, 2017 (avec Vardar)
- Vainqueur de la Coupe de Macédoine (7) : 2005 (avec Pelister), 2010, 2011, 2013 (avec Metalurg Skopje), 2015, 2016, 2017 (avec Vardar)
- 3e place du Championnat de France 2008-2009

### En équipe nationale
- 5e place au Championnat d'Europe 2012,  Serbie
- 10e place au Championnat d'Europe 2014,  Danemark
- 9e place au Championnat du monde 2015,  Qatar